# Audiëntie (hoorzitting)

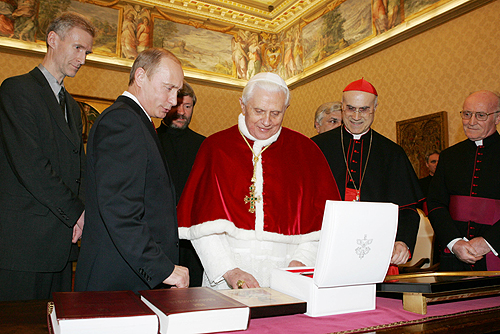
De Russische president Vladimir Poetin en paus Benedictus XVI in 2007

Een audiëntie is een ceremoniële hoorzitting, voor burgers door een persoon met een zekere bevoegdheid.

## Pontificale audiëntie
Als men zich wil richten tot iemand van de clerus, een bisschop, kardinaal of een kanunnik moet men een audiëntie aanvragen. Men richt zich tot de secretaris van de persoon in kwestie, die een datum opgeeft voor een afspraak met de bisschop of andere persoon. De paus geeft wekelijks publieke audiënties, in het Vaticaan. Daarnaast verleent hij ook audiënties aan andere geestelijke en wereldlijke leiders. Een privaataudiëntie vindt meestal plaats in de privaatbibliotheek van de paus, in het Apostolisch Paleis. Men is verplicht zich aan kledingvoorschriften te houden. Zo moeten dames een zwarte kanten sluier dragen; slechts alleenregerende katholieke vorstinnen of echtgenotes van katholieke vorsten mogen zich volledig in het wit tooien; dit is het fameuze Privilège du blanc.

## Profane audiëntie
Presidenten, koningen, koninginnen, prinsen en andere gezagsdragers kunnen ook een audiëntie verlenen; ook hier gaat het om een private ontmoeting die soms enige ceremoniële trekjes vertoont.
De Koning der Belgen verleent dagelijks een audiëntie aan zijn kabinetschef. Anderen, zoals de Grootmaarschalk en de Premier, krijgen wekelijks een audiëntie. Officiële audiënties worden soms publiek gemaakt, maar moeten geheim blijven om de neutraliteit van de vorst te garanderen. Hierdoor kan de persoon ook zonder dwang of angst vrijuit spreken. Soms kan door een audiëntie de koning laten verstaan dat hij een bepaalde situatie ter harte neemt. De koning verleent honderden audiënties per jaar, zo kan hij op de hoogte blijven van de gang van zaken in zijn koninkrijk.